# 蜂須賀正上
蜂須賀 正上（はちすか まさたか、明暦2年（1656年） - 寛文13年8月2日（1673年9月12日））は、江戸時代前期の阿波富田藩初代藩主・蜂須賀隆重の長男。母は清田氏。
存命していれば2代藩主となるはずだったが、父の立藩以前に18歳で早世した。代わって、従弟にあたる隆長が養子に迎えられ嫡子となった。法名は是心凉室周應院。